# هوچند
هوچند (به لاتین: Höchhand) یک کوه در سوئیس است که در کانتون سنت گالن واقع شده‌است. هوچند ۱٬۳۱۴ متر بالاتر از سطح دریا واقع شده‌است.